# 道の駅たきかわ

大きな標識が目印

道の駅たきかわ（みちのえき たきかわ）は、北海道滝川市にある国道12号の道の駅である。
合鴨肉などの地元の食材が味わえるレストランや、地元の農家がつくった野菜を販売する農産物直売所などがある。

## 主な施設
- 駐車場
  - 普通車：50台
  - 大型車：5台
  - 身障者用：3台
- トイレ（いずれも24時間利用可能）
  - 男：大 3器、小 5器
  - 女：5器
  - 身障者用：1器
- 公衆電話：1台
- 公衆FAX：1台
- 交流ホール
- PR・情報・展示コーナー
- 特産品販売コーナー
- 農産物直売所
- アイスファーストフードショップ
- レストラン「福龍飯店」「どんや」

### 管理
- 総合交流ターミナルたきかわ管理組合（指定管理者制度により2013年（平成22年）3月31日まで管理）[1]

## 休館日
- 年末年始

## アクセス
直接連絡
- 国道12号
- 北海道道564号江部乙赤平線

間接連絡
- 北海道道323号江部乙停車場線

- 空知中央バス「江部乙中央通」
  - 滝深線（音江経由）滝川駅前 - 江部乙 - 稲田 - 音江 - 深川
  - 滝深線（雨竜経由）滝川駅前 - 江部乙 - 雨竜 - 妹背牛 - 深川
- 北海道旅客鉄道（JR北海道）函館本線・江部乙駅 - 西に約0.6 km

## 周辺
旧江部乙町（1971年（昭和46年）に滝川市と合併）の中心部であり、近くには店舗なども多数見られる。
- 丸加高原 - 東に約5km キャンプ場等あり。